# 13658 Sylvester
13658 Sylvester este un asteroid din centura principală de asteroizi.

## Descriere
13658 Sylvester este un asteroid din centura principală de asteroizi. A fost descoperit pe 18 martie 1997 la Prescott de Paul G. Comba. Asteroidul prezintă o orbită caracterizată de o semiaxă mare de 2,18 ua, o excentricitate de 0,16 și o înclinație de 3,9° în raport cu ecliptica.